# Ochyrocera coerulea
Espèce
Synonymes
- Pandeus coeruleus Keyserling, 1891

Ochyrocera coerulea est une espèce d'araignées aranéomorphes de la famille des Ochyroceratidae.

## Distribution
Cette espèce est endémique de Santa Catarina au Brésil,.

## Publication originale
- Keyserling, 1891 : Die Spinnen Amerikas. Brasilianische Spinnen. Nürnberg, vol. 3, p. 1-278 (texte intégral).